# روبیدیم استات
روبیدیم استات یک ترکیب روبیدیم است که نتیجه حل‌شدن کربنات روبیدیم یا روبیدیم هیدروکسید در استیک اسید است. این ترکیب دارای استات مانند سایر ترکیبات دارای استات در آب محلول است.

## کاربرد
روبیدیم استات به عنوان کاتالیزوری برای پلیمریزاسیون الیگومرهای سیلوکسان تولید شده توسط سیلانول استفاده می‌شود.